# Herb obwodu omskiego

Herb obwodu omskiego.

Herb obwodu omskiego (ros: Герб Омской области) – jest oficjalnym symbolem rosyjskiego obwodu omskiego, przyjętym w obecnej formie 17 czerwca 2003 roku przez obwodowe zgromadzenie prawodawcze.

## Opis i symbolika
We francuską tarczę herbową wpisany złoty krzyż, przez jego pionowe ramię przeciągnięta błękitna wstęga, a w jego środek wpisane wyobrażenie pięciobocznej twierdzy barwy srebrnej. Jej obramowanie utworzone jest w kolorze czerwonym. Pośrodku tego bastionu umieszczona złota brama z elementami srebrnymi. Na czterech srebrnych polach tarczy znajdują się łącznie trzydzieści dwie zielone piramidy, po osiem w każdym polu, ułożonych w kolejności (pionowej): 3, 2, 3. Tarczę wieńczy złota korona herbowa o pięciu zębach. Całość okala złoty wieniec złożony z liści dębu oraz wstęgi Orderu św. Aleksandra Newskiego.
Złoty krzyż wpisany w tarczę symbolizować ma chrześcijańską wiarę i wartości z nią związane, na których już od czasów Imperium Rosyjskiego oparta była kultura i życie ludzi na tym obszarze. Jest to także symbol sprawiedliwości i miłosierdzia, a jego wyobrażenie ma wskazywać na położenie obwodu omskiego w geograficznym centrum Federacji Rosyjskiej. W ten sposób dwa ramiona krzyża wskazują, że ziemie te są pomostem między wschodem i zachodem, a także północą i południem. Pionowe ramię krzyża to nawiązanie do Kolei Transsyberyjskiej, która biegnąc przez teren obwodu była i jest ważnym czynnikiem w jego rozwoju, zarówno gospodarczym, jak i kulturalnym. Umieszczona na nim błękitna wstęga to odwołanie do Irtyszu, największej rzeki przepływającej przez ziemie omskie. Znajdująca się pośrodku krzyża pięcioramienna twierdza ma oddawać znaczenie regionu, które dawniej stało na straży granic rosyjskich. Jest to także nawiązanie do założonej w 1716 r. dawnej twierdzy omskiej oraz znajdującej się w niej bramy, które chroniły pierwszych rosyjskich mieszkańców tych ziem przed atakami ludów koczowniczych. Trzydzieści dwie zielone piramidy odzwierciedlają liczbę rejonów znajdujących się w obwodzie, są one także wskazaniem na piękno natury oraz dzikiej przyrody miejscowych lasów i pól. Korona herbowa podkreśla status obwodu jako podmiotu Federacji Rosyjskiej, a złoty wieniec przeplatany wstęgą orderową św. Aleksandra Newskiego podkreśla jego znaczenie w historii Rosji. Złoty kolor użyty w herbie ma oddawać bogactwo tych obszarów, a także potęgę, siłę i stabilizację. Błękit odzwierciedlać ma ich piękno oraz wielkość, a czerwień (szkarłat) bohaterstwo mieszkańców, siłę militarną, przy czym symbolizuje też miłość i życie. Barwa srebrna (biała) to natomiast nawiązanie do warunków naturalnych obszaru oraz syberyjskich śniegów, a także jest to kolor wskazujący na sprawiedliwość, szlachetność i czystość. Zieleń symbolizuje piękno przyrody, radość i nadzieję.

## Historia

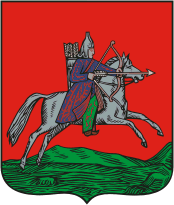
Herb obwodu i guberni omskiej przed 1917 r.

18 lutego 1825 r. jednostce administracyjnej, odpowiadającej dzisiejszemu obwodowi omskiemu, został nadany herb. Była to czerwona tarcza herbowa z wpisanym w nią azjatyckim jeźdźcem na srebrnym koniu, pędzącym po zielonym stepie. Jeździec zwrócony był w heraldyczną lewą stronę (prawą z perspektywy obserwatora), w rękach dzierżący łuk z naciągniętą na niego strzałą, na jego plecach kołczan. Herb ten przetrwał w zasadzie większość zmian administracyjnych regionu i dopiero wraz z przewrotem bolszewickim w 1917 r. ustąpił symbolice związanej z ideologią komunistyczną, która utrzymywała się przez cały okres sowiecki. Zmiany nadeszły wraz z rozpadem Związku Radzieckiego i transformacją ustrojową w Federacji Rosyjskiej. Pojawiło się wówczas wiele projektów, lecz nie potrafiono dojść do porozumienia co do ostatecznego kształtu herbu. Jeden z projektów z 2002 r., bardzo podobny do obecnej formy, zakładał umieszczenie odwróconego krzyża oraz wpisanie w twierdzę liczby 1716, jako roku założenia twierdzy omskiej. Pola tarczy były barwy zielonej, a piramidy w kolorze białym. Te natomiast zgrupowano tylko w górnych dwóch polach tarczy. Całość oplatał wieniec złożony z liści dębu i wstęgi orderowej św. Aleksandra Newskiego. Zamiast tradycyjnej korony herbowej umieszczono nad tarczą dwugłowego orła, zaczerpniętego z herbu Rosji. Pomysł ten nie został zrealizowany.
Ostatecznie 17 czerwca 2003 r. zaakceptowano projekt, który obowiązuje obecnie. Nie jest on wpisany do Państwowego heraldycznego rejestru Federacji Rosyjskiej z uwagi na błędy heraldyczne. Projekt ten został skrytykowany na łamach prasy, gdyż w zasadzie został on już raz zaprezentowany w 1995 r., gdy odrzucono go z powodu licznych błędów i nadużyć. Krytyce poddano umieszczenie na tarczy herbowej pięciobocznej twierdzy, niezgodnej z danymi historycznymi związanymi z twierdzą omską, a budzącą skojarzenia raczej z waszyngtońskim Pentagonem. Skrytykowano także wybór krzyża łacińskiego, jako katolickiego i niezgodnego z tradycją tych ziem. Nawiązanie jedynie do Irtyszu i pominięcia rzeki Om, która bądź co bądź dała nazwę miastu Omsk i samemu obwodowi omskiemu, uznano za nonsensowne. Użycie herbu reguluje ustawa Zgromadzenia Prawodawczego Obwodu Omskiego. Na jej podstawie herb obwodowy powinien być zawsze umieszczany na fasadach budynków, zarówno związanych z władzą wykonawczą, jak i legislacyjną. Powinien on znajdować się na salach posiedzeń zgromadzenia prawodawczego oraz w biurach wyższej administracji oraz na dokumentach przez nią wytwarzanych. Herb może być także używany w formie prostej, jedynie pod postacią tarczy herbowej.